# قشلاق حاجي سواد (مقاطعة بيله سوار)
قشلاق حاجي سواد (بالفارسية: قشلاق حاجی سواد) هي منطقة سكنية تقع في إيران في قسم قشلاق الشرقي الريفي. يقدر عدد سكانها بـ 93 نسمة .